# Hurrikan Ivan
Hurrikan Ivan war der neunte benannte tropische Sturm, der sechste Hurrikan und der vierte starke Hurrikan der atlantischen Hurrikan-Saison 2004. Er bildete sich am 2. September als tropisches Tief, wurde am 3. September als tropischer Sturm und am 5. September als Hurrikan eingestuft. Er war vom kapverdischen Typ und erreichte die höchstmögliche Stufe 5 auf der Saffir-Simpson-Hurrikan-Windskala. Ivan erreichte bereits wenige Tage nach seiner Entstehung eine beispiellose Intensität (gemessen am Breitengrad seines Entstehungsgebiets – Kategorie 4 bei 10,6° Nord). Der gemessene minimale Kerndruck von 910 hPa machen ihn zum neuntstärksten atlantischen Hurrikan seit Beginn der Wetteraufzeichnungen. Die geschätzten Schäden in den USA von 13 Milliarden US-Dollar machen ihn zum damals fünftteuersten Hurrikan in der Geschichte der Vereinigten Staaten.

## Verlauf

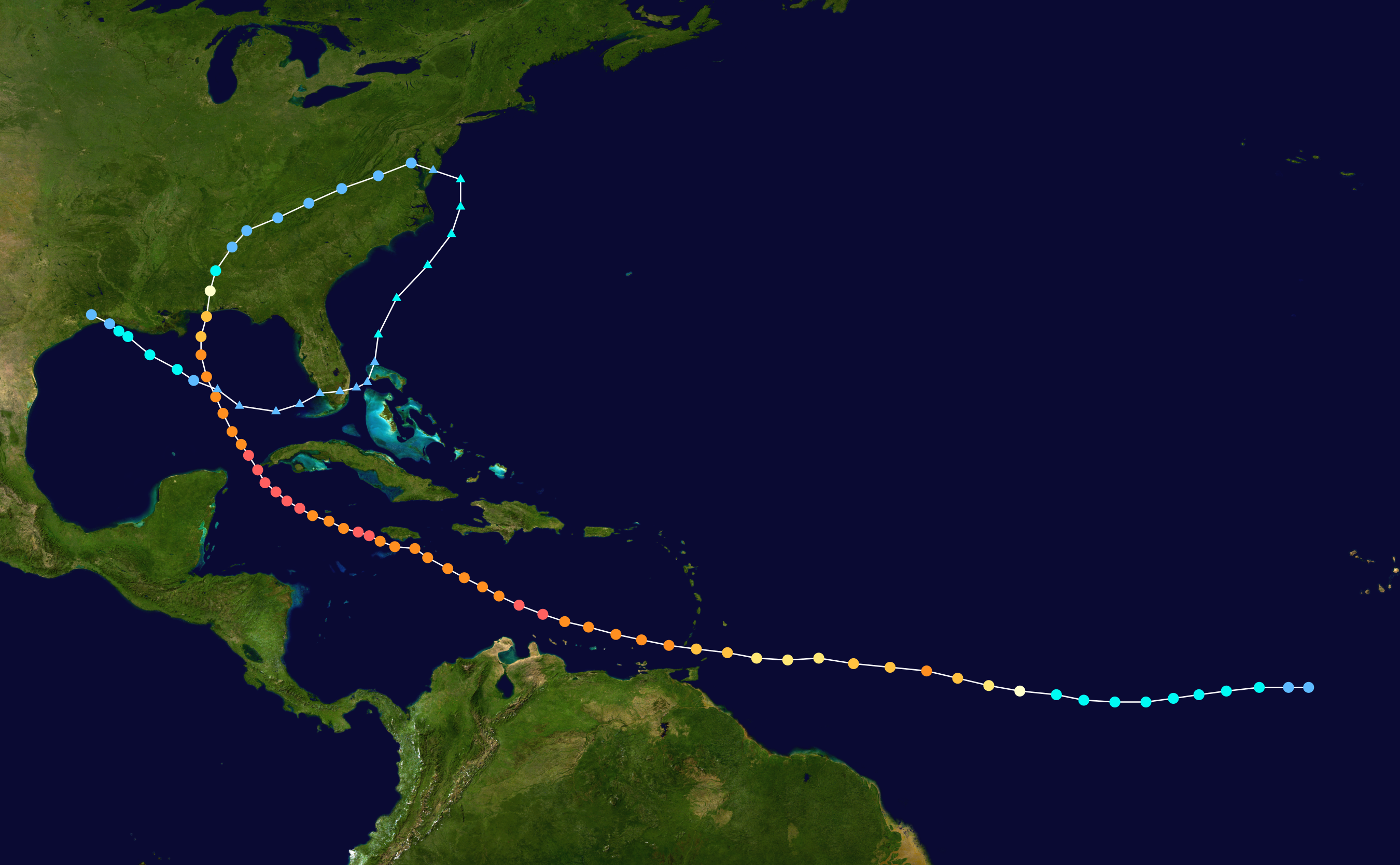
Zugbahn

Ivan traf Grenada gegen Mittag am 7. September mit Stufe 3, wobei 39 Menschen starben und 85 % aller Gebäude auf der Insel beschädigt wurden. Während er sich bis zur Kategorie 5 entwickelte, zog er weiter über die Karibische See, zog dicht an der Küste Jamaikas und an Grand Cayman vorbei und berührte mit seinem Auge die Westspitze Kubas. Er forderte auf Jamaika 20 Todesopfer und beschädigte mehr als 80 % der Gebäude auf Grand Cayman.
Ivan bewegte sich dann über den östlichen Golf von Mexiko und schwächte sich dabei zu einem immer noch starken Kategorie-3-Hurrikan ab. Seine Zugbahn verlief dann weiter nach Nord-Nordost und traf bei Gulf Shores (Alabama) auf die US-Golfküste. Nach seinem Landgang sorgte Ivan für sturzflutartige Regenfälle über dem Südosten der USA, drehte nach Osten, zog in einer Schleife nach Süden durch Florida und konnte sich über dem Golf von Mexiko kurzzeitig zu einem tropischen Sturm verstärken. Dieses neue tropische System zog nach Louisiana und Texas, verursachte an Land aber nur minimale Schäden. Im Golf von Mexiko wurde die Bohrinsel 23051 verschoben, was ein andauerndes Ölleck zur Folge hatte.
Ivan brach gleich mehrere hydrologische Rekorde: er soll die höchste je verzeichnete Ozeanwelle ausgelöst haben. Diese Welle hatte eine Höhe von mindestens 27 m, könnte aber auch bis zu 40 m erreicht haben. Außerdem wird Ivan die schnellste Meeresboden-Strömung von 2,25 m/s nachgesagt.
Ivan ist zudem der Hurrikan, der die meisten Tornados produzierte. Insgesamt entstanden infolge des Durchzugs von Ivan 118 Tornados in neun US-Bundesstaaten, davon alleine 38 in Virginia.

## Sonstiges
Im Frühjahr 2005 wurde der Name Ivan durch die World Meteorological Organization von der Liste der Namen tropischer Wirbelstürme gestrichen und wurde ab 2010 durch den Namen Igor ersetzt.
2020, auf den Tag genau 16 Jahre nach Ivan, traf Hurrikan Sally nahezu an der gleichen Stelle auf Land.
| Rang           | Hurrikan    | Saison | Min. Luftdruck hPa (mbar) |
| -------------- | ----------- | ------ | ------------------------- |
| 1              | Wilma       | 2005   | 882                       |
| 2              | Gilbert     | 1988   | 888                       |
| 3              | „Labor Day“ | 1935   | 892                       |
| 4              | Rita        | 2005   | 895                       |
| 5              | Allen       | 1980   | 899                       |
| 6              | Camille     | 1969   | 900                       |
| 7              | Katrina     | 2005   | 902                       |
| 8              | Mitch       | 1998   | 905                       |
| 8              | Dean        | 2007   | 905                       |
| 10             | Maria       | 2017   | 908                       |
| Quelle: HURDAT |             |        |                           |